# 八尺瓊勾玉
八尺瓊勾玉（やさかにのまがたま）は、八咫鏡・天叢雲剣と共に日本神話の三種の神器（みくさのかむだから・さんしゅのじんぎ）の1つ。八坂瓊曲玉とも書く。

## 形態
大きな勾玉とも、長い緒に繋いだ勾玉ともされる。

### 名称からの推察

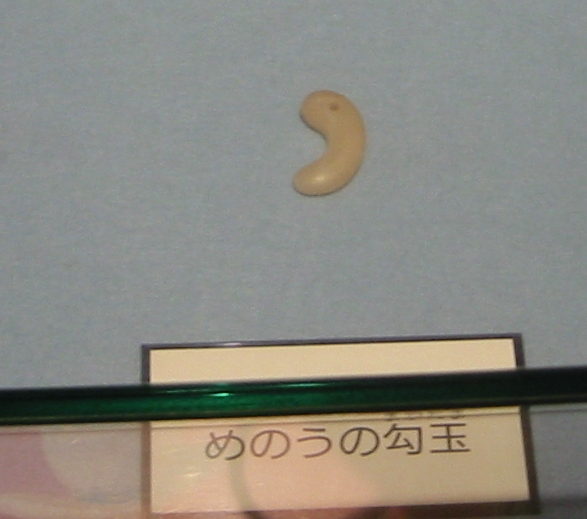
瑪瑙の勾玉（参考画像）

「さか」は通常は「しゃく」（尺）の転訛だが、この場合は上代の長さの単位の咫（あた）のことである。8尺は（当時の尺は今より短いため）約180センチメートル (cm)、8咫は約140cmである。
この長さは、玉の周とも、尾を含めた長さであるとも、結わえてある緒の長さであるとも言う。また、「八尺」は単に大きい（あるいは長い）という意味であるとも、「弥栄」（いやさか）が転じたものとする説もある。
「瓊（に）」の語意は美しい玉、特に赤い美玉のことともされ、そこからこれは瑪瑙（メノウ）のことであるともされる（現代の瑪瑙細工では深紅の赤瑪瑙が細工物や勾玉などによく使用され、ありふれた色だが、これは江戸時代に原石を加熱して赤く発色させる技法が発明されてよりの事である）。
『風土記』のうち『越後国風土記』の逸文では、「八坂丹（やさかに）は玉の名なり。謂ふ、玉の色青し。故、青八坂丹の玉と云う也」と記されていることから、青緑色のヒスイ製勾玉であったか、そう認識されていたことがわかる。古墳時代の発掘品や、中国の史書にも書かれたように、ヒスイ製勾玉が珍重されたことは明らかである。

## 位置づけ
璽 と呼ぶこともあり、やはり三種の神器のひとつである剣とあわせて「剣璽」と称される。
『養老令』の神祇令に
との記述があり、事実『日本書紀』には、690年（持統天皇4年）の持統天皇即位を初めとして、忌部氏が「神璽の剣鏡」を奉ったとある。ここで玉に関する言及がないのだが、これについては以下のような諸説 がある。
- 「三種の神器」として問題ないとする諸説
  - 玉も神器の1つだったが、身に着ける宝であり、献上される品ではなかった
  - 漢文特有の表現上の問題であって実際には鏡剣玉の3つをさしている
    - 「鏡剣玉」を略して2字で代表させている
    - 「神璽」が玉のことをさしている（『日本書紀』の原文では「神璽剣鏡」であり「神璽・剣・鏡」と3つに読むことが可能である）
    - 「神璽」が神器全体の意と、鏡剣に対して玉をさす意を兼ねている
- 鏡剣と玉との間に落差や経緯の違いを想定する諸説
  - 玉は神器としての重要性が劣り、宝としては鏡剣より軽いと考えられていた
  - 本来もともと3種であり天智朝に定められた即位儀礼までは3種であったがなぜか『飛鳥浄御原令』で鏡剣の2種に改められその後またすぐ3種に戻った
- 三種の神器と称するのは後世の創作された物語の上でのことにすぎず、神器の真実は鏡剣の「二種の神器」だったとする説

元々は二種の神器であり勾玉は含まれていなかったという説については、807年頃に斎部広成が著した歴史書『古語拾遺』の「…八腿鏡及草薙剣の二種の神宝を以て,皇孫に授け賜ひて,永に天璽〔所謂神璽の剣・鏡是なり。〕と為たまふ。…（前後略）」という記述などが根拠とされている。
勾玉の性質として、「日（陽）」を表す八咫鏡に対して「月（陰）」を表しているのではないかという説がある。
仮にそうであるなら、八咫鏡=天照大神、天叢雲剣=須佐之男命、八尺瓊勾玉=月読尊で、三種の神器は三貴子を象徴していると見る事もできる。

## 所在

### 経緯
奈良時代には後宮の蔵司が保管したが、平安時代ころからは、剣と共に櫃に入れて天皇の身辺に置かれた。
冷泉天皇は、精神病あるいは発達障害のため奇行が多かったが、勾玉の箱をあけて実物を確認しようとしたこともあった。しかし箱を封じている紐を解くと白い煙が湧き出てきたため、恐れおののき実物の確認を中断した。また大江匡房の談話録によれば、夜間、側近が宮中からの急用と聞いて駆けつけ、女房に天皇の居場所を問うと、冷泉天皇は清涼殿の寝所におられて、たった今、安置してある御璽を包む紐を解いて開くよう言われたと答えた。驚いて天皇の部屋に押し入ると、本当に箱の紐を解いているところだったため、それを奪い取って元通りに結び直したという。
平安時代末期の寿永4年3月24日（1185年4月25日）、壇ノ浦の戦いで二位尼が安徳天皇を抱き入水したとき、玉・剣と共に（『平家物語』によると「神璽を脇に挟み宝剣を腰に差し」）沈んだ。しかし玉は箱に入っていたため、箱ごと浮かび上がり、源氏に回収された。あるいは、一度失われたものの、源頼朝の命を受けた漁師の岩松与三が、網で鏡と玉を引き揚げたとも言う。
室町時代の嘉吉3年9月23日（1443年10月16日）に起こった禁闕の変の際に、後南朝勢力によって宝剣とともに宮中から奪われ、宝剣は翌日発見されたが神璽は大和国奥吉野へ持ち去られ、その後約15年間、後南朝勢力が保有した。長禄元年（1457年）12月に赤松氏の遺臣らが奥吉野の後南朝の行宮を襲い、南朝の皇胤である自天王と忠義王の兄弟を討って、神璽を持ち去ろうとしたが失敗、翌長禄2年（1458年）3月末、赤松遺臣らは自天王の母の屋敷を襲い、神璽を奪い去る事に成功した（長禄の変）。その後、神璽は大和国越智氏の在所に移された後、同年8月30日、宮中に戻された。

### 現状
1989年（昭和64年）1月7日に第125代天皇明仁が践祚した後、明仁の神器として皇居にある御所の「剣璽の間」に、剣（形代）とともに保管されていたが、2019年（令和元年）5月1日の第126代天皇徳仁の践祚に伴い赤坂御所で剣（形代）とともに保管されることになった。2021年（令和3年）9月6日、今上天皇一家が赤坂御所から皇居に移転し、再び御所の「剣璽の間」に剣（形代）とともに納められた。
剣璽動座に備えトヨタ・センチュリーロイヤルの後部座席には、八尺瓊勾玉と天叢雲剣を安置するための台座が設置できるようになっている。

## 神話での記述
日本神話では、岩戸隠れの際に後に玉造連の祖神となる玉祖命が作り、八咫鏡とともに太玉命が捧げ持つ榊の木に掛けられた。後に天孫降臨に際して瓊瓊杵尊に授けられたとするが、神武東征では言及されていない。
『古事記』には、八尺瓊勾玉（緒に通した勾玉）の後ろに、さらに『五百津之美須麻流之珠』（やさかにのまがたまのいほつのみすまるのたま）という、数の多さを形容した語が付く。
尚、『日本書紀』神代で八尺瓊曲玉が言及される別の部分として、六段一書第二で羽明玉という神が素戔嗚尊に、スサノヲが天照大神に会う（アマテラスとスサノオの誓約）前に「瑞八坂瓊之曲玉」を渡している。
『日本書紀』は垂仁天皇87年条で、昔丹波国の桑田村の甕襲の家にいた足往（あゆき）という犬が牟士那（むじな）という獣を食い殺し、その獣の腹にあった八尺瓊の勾玉が献上され、この玉が今石上神宮にあると記している。